# Nalini Jaywant
Nalini Jaywant, née le 18 février 1926 à Bombay (Inde) et morte le 22 décembre 2010, est une actrice de cinéma indien, active dans les années 1940 et 1950.

## Biographie

### Jeunesse
Nalini Jaywant naît à Bombay le 18 février 1926. Elle est la cousine germaine de l'actrice Shobhna Samarth, la mère des actrices Nutan et Tanuja. Depuis 1983, elle menait une vie plutôt recluse.

## Vie privée
Elle a été mariée au réalisateur Virendra Desai dans les années 1940. Plus tard, elle a épousé son second mari, l'acteur Prabhu Dayal, avec qui elle a joué dans plusieurs films.

## Filmographie (partielle)
- Bombay Race Course (1965)
- Toofaan Mein Pyar Kahan (1963)
- Girls' Hostel (en) (1963)
- Zindagi Aur Hum (1962)
- Senapati (en) (1961)
- Amar Rahe Yeh Pyar (en) (1961)
- Mukti (1960)
- Maa Ke Aansu (1959)
- Kala Pani (en) (1958)
- Milan (1958)
- Sheroo (1957)
- Mr. X (1957)
- Neelmani (en) (1957)
- Miss Bombay (1957)
- Kitna Badal Gaya Insaan (1957)
- Rani Rupmati (1957)
- Hum Sab Chor Hain (1956)